# Loka pri Dobrni
Loka pri Dobrni – wieś w Słowenii, w gminie Dobrna. W 2018 roku liczyła 31 mieszkańców.